# Mieczysław Porawski
Mieczysław Porawski (ur. 12 lutego 1919 w Zarszynie, zm. 26 października 2007 w Racławicach) – polski ksiądz katolicki, dziekan, Honorowy Kanonik Kapituły Konkatedralnej w Stalowej Woli, Kapelan Honorowy Jego Świątobliwości z nominacji Jana Pawła II, regionalista.

## Życiorys

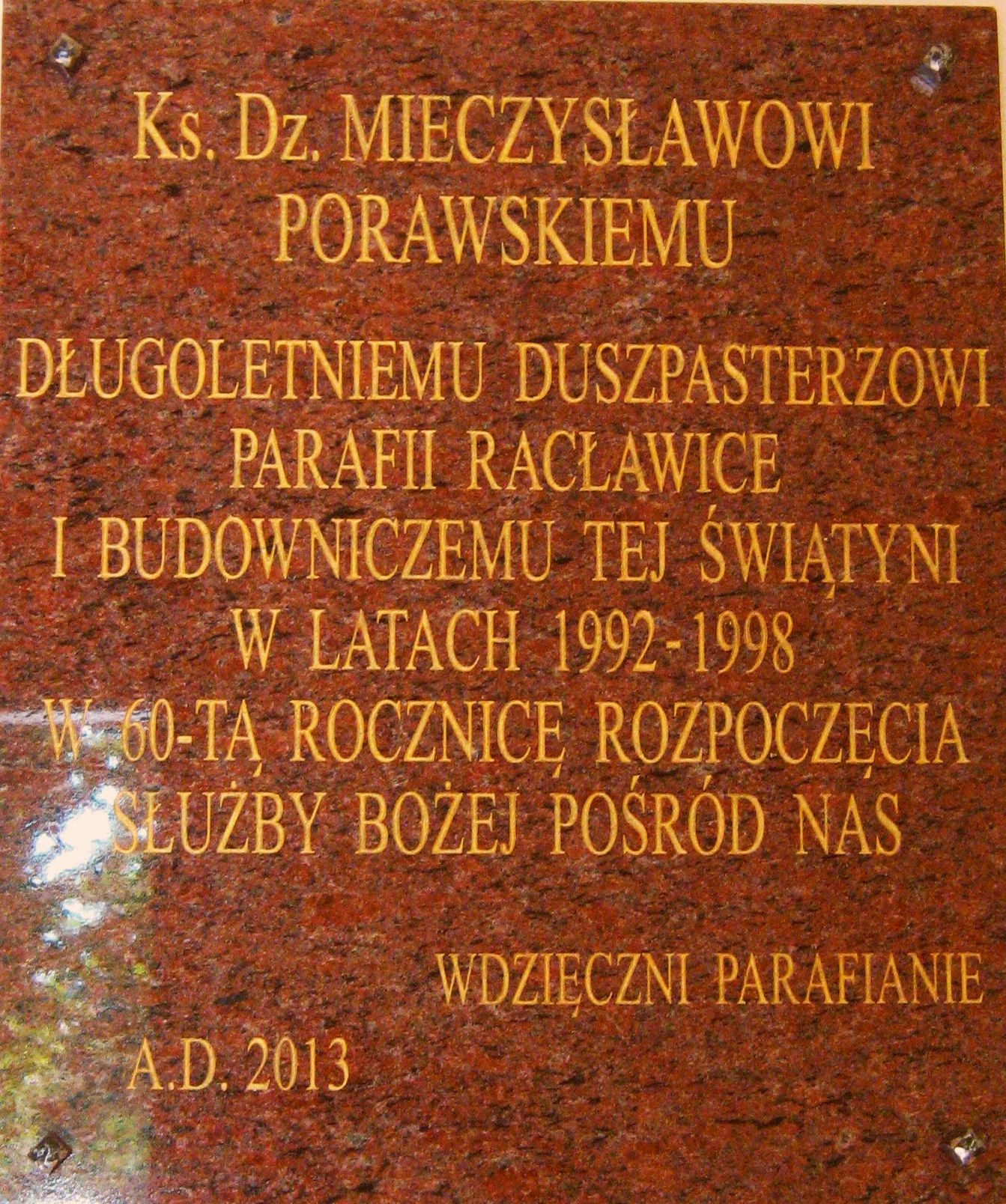
Tablica pamiątkowa w kruchcie kościoła parafialnego
w Racławicach

Urodził się w Zarszynie. W 1938 r. ukończył II Państwowe Gimnazjum typu klasycznego w Przemyślu, po czym wstąpił do Wyższego Seminarium Duchownego w Przemyślu. Święcenia prezbiteratu przyjął z rąk biskupa przemyskiego Franciszka Bardy.
Działał jako wikariusz w Lesku (1944-48), Dydni (1948-49), Jarosławiu (1949-52), Ulanowie (1952-54) i Racławicach (1954-56). W latach 1956–2000 pełnił funkcję proboszcza parafii św. Stanisława Biskupa i Męczennika w Racławicach, gdzie też zmarł. Został pochowany na tamtejszym cmentarzu parafialnym.

## Działalność w Racławicach
Już jako wikariusz planował w Racławicach budowę nowej świątyni parafialnej w miejscu tymczasowego kościoła. Ze względu na niesprzyjającą sytuację polityczną skupił się jednak na wyposażeniu istniejącego obiektu sakralnego. Dzięki jego staraniom powstały m.in.: trzy ołtarze z bogato rzeźbionymi nastawami, neogotyckie konfesjonały oraz ambona zdobiona licznymi płaskorzeźbami i Krucyfiks - dzieła autorstwa Walerii Bukowieckiej, rzeźbiarki krakowskiej. 
Zgoda na budowę nowego kościoła została wydana przez Urząd Rejonowy w Nisku dopiero 15 października 1991 r. Budynek powstał w latach 1992-97 dzięki wsparciu parafian, w tym Polonii amerykańskiej. Przeniesiono do niego sprzęty liturgiczne z poprzedniej świątyni.
Ks. Mieczysław Porawski trudnił się pracą na roli i hodowlą zwierząt gospodarskich, dzięki czemu zarabiał pieniądze, które przeznaczał potem na materiały potrzebne do prac wykończeniowych przeprowadzanych w nowo powstałym obiekcie sakralnym. Wybudował także Dom Seniora, który jest obecnie siedzibą Niepublicznego Przedszkola „Słoneczko” w Racławicach.
Parafianie wspominają swojego długoletniego proboszcza jako osobę niezwykle skromną, pracowitą, żyjącą w ubóstwie, łagodną, ale zarazem wymagającą.

## Odznaczenia
20 sierpnia 2009 r. ks. Mieczysław Porawski został pośmiertnie uhonorowany przez Radę Miejską w Nisku odznaką za zasługi dla Gminy i Miasta Nisko.